# Шашков, Герман Петрович
Герман Петрович Шашков (24.07.1925 — 15.01.1945) — автоматчик 34-го гвардейского отдельного тяжёлого танкового полка, гвардии сержант. Герой Советского Союза.

## Биография
Родился в 1925 году в деревне Большие Могильцы ныне Балахнинского района Нижегородской области. Окончил 5 классов в посёлке Правдинск этого же района. Работал в колхозе.
В 1943 году был призван в Красную Армию Балахнинским райвоенкоматом. В действующей армии с июня 1944 года. На фронте зачислен автоматчиком в танковое подразделение. В составе 34-го гвардейского отдельного танкового полка участвовал в боях за освобождение Польши.
15 января 1945 года в бою в районе местечка Грабовска Воля танк, на броне которого находился Шашков, вырвался далеко вперёд. Был подбит и отрезан от основных сил. Экипаж и автоматчики приняли бой. Шашков, несмотря на ранение, заменил раненого заряжающего. Затем прикрывал огнём своего автомата отползающих в безопасное место раненых танкистов. Вернувшись в танк, заменил экипаж и продолжал вести огонь из орудий и пулемёта, когда кончились боеприпасы отбивался гранатами. Сгорел в танке. Когда сюда подоспели товарищи, вокруг танка валялось более трех десятков немецких автоматчиков и фаустников.
Указом Президиума Верховного Совета СССР от 24 марта 1945 года за образцовое выполнение боевых заданий командования и проявленные при этом мужество и героизм гвардии сержанту Шашкову Герману Петровичу присвоено звание Героя Советского Союза.
Награждён орденами Ленина, Отечественной войны 2-й степени.
Имя Героя присвоено школе в деревне Большие Могильцы. На родине установлена мемориальная доска.